# Подєнін
Подєнін (пол. Podjenin, нім. Unter Gennin) — село в Польщі, у гміні Богданець Гожовського повіту Любуського воєводства.
Населення — 115 осіб (2011).

## Демографія
Демографічна структура станом на 31 березня 2011 року:
|          | Загалом | Допрацездатний вік | Працездатний вік | Постпрацездатний вік |
| -------- | ------- | ------------------ | ---------------- | -------------------- |
| Чоловіки | 59      | 19                 | 35               | 5                    |
| Жінки    | 56      | 14                 | 29               | 13                   |
| Разом    | 115     | 33                 | 64               | 18                   |